# Portada/efemèride desembre 3
John W. Backus
« 2 de desembre · 3 de desembre · 4 de desembre »